# Фёдоров, Евгений Борисович (архитектор)
Евгений Борисович Фёдоров (род. 1938) — советский архитектор.

## Биография
Родился 27 сентября 1938 года в Ленинграде. В 1962 году окончил архитектурный факультет ЛИСИ. Работал в Ленинградском проектном институте. В 1960—1980 годах проектировал застройки отдельных объектов центральной части Шевченко, Навои, Зеравшан, в Ленинграде — административное здание центра Приморского района, жилые и портовые здания, православный храм в городе Сосновый Бор (2001).

## Награды и премии
- Государственная премия СССР (1977) — за архитектуру города Шевченко
- Государственная премия УССР имени Т. Г. Шевченко (1984) — за памятник Т. Г. Шевченко в городе Шевченко Мангышлакской области КССР